# Arboretum de Contrexéville
El Arboreto de Contrexéville (en francés: Arboretum de Contrexéville) es un arboreto de 0.7 hectáreas de extensión, que se encuentra en el parque termal de 4 hectáreas de Contrexéville, una pequeña localidad situada en el noreste de Francia al oeste delDepartamento de Vosgos. Está atravesada por el arroyo Vair.
El parque termal es el principal lugar de paseo para los clientes del balneario de la ciudad, alberga la "Source du Pavillon" y las dos capillas ortodoxa y anglicana. El arboreto está abierto todos los días del año, la entrada es gratuita.

## Historia

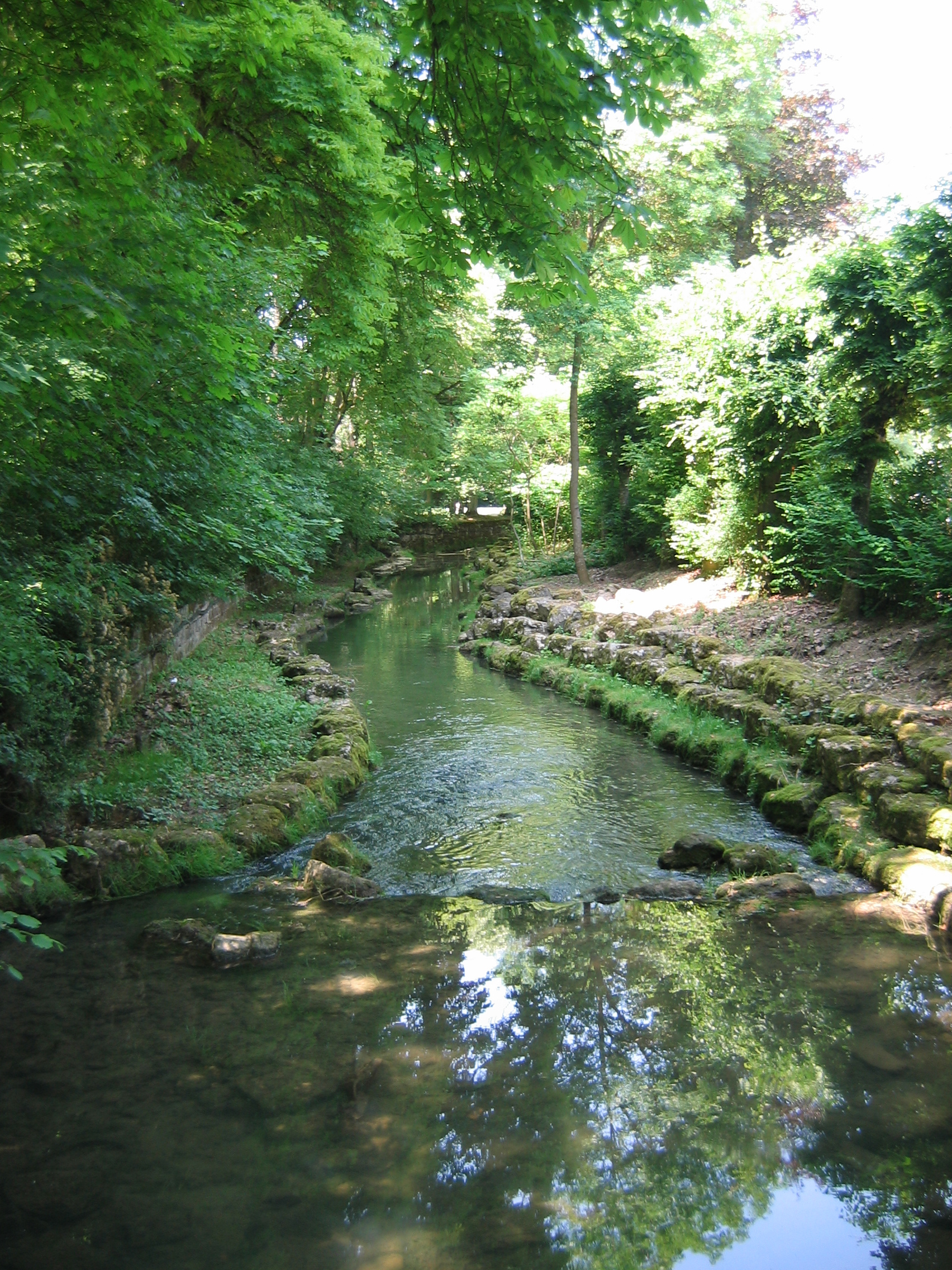
El Vair en el parc thermal.

En 1899 Contrexéville que tenía una población de 924 habitantes era un balneario consolidado, sin embargo de 1900 a 1914, es la Belle Époque de Contrexéville, la localidad realiza su mutación, su rostro cambió por completo, de ser una villa anodina pasó a adquirir empaque de población balnearia de la realeza. 
Fueron construidos 7 hoteles, dos de ellos palacios: el "Continental" y "Cosmopolitan", los otros hoteles están expandiéndose cuando todavía encontrar habitación era difícil se opta por aumentarles una planta adicional. El arroyo que atraviesa el pueblo está ahora canalizado y cubierto con una explanada, la ciudad comenzó a crecer, extendiéndose a lo largo de las carreteras.

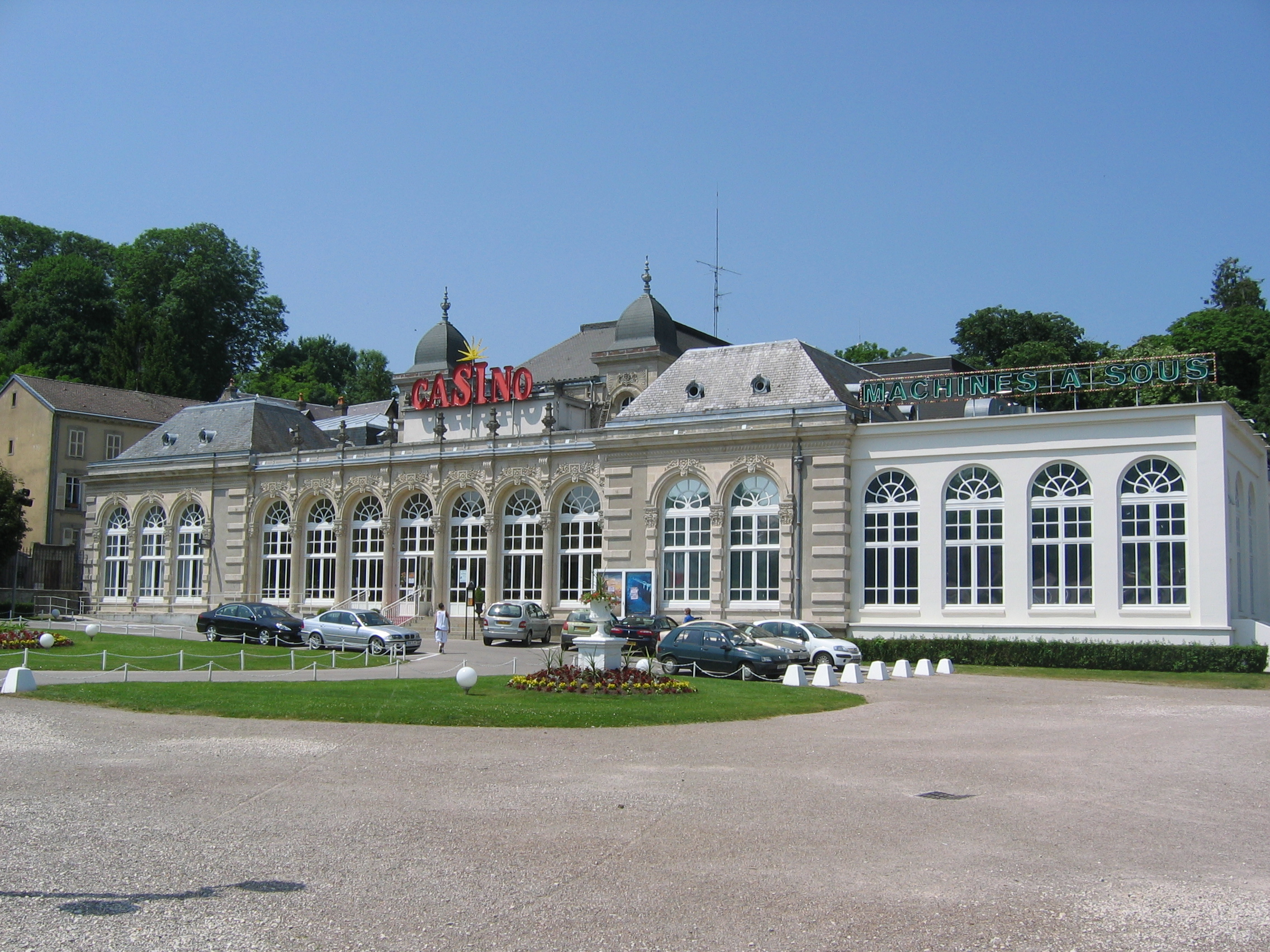
El casino

El parque se agranda, se edifica una iglesia protestante y una capilla ortodoxa. El casino fue inaugurado en junio de 1900, es obra del arquitecto François Clasquin.
Una nueva industria nace, la « Société des eaux minérales» (Sociedad de las aguas minerales) para satisfacer la creciente demanda de la botella de agua, una fábrica moderna se construye para el embotellado de agua mineral, empaquetado y suministro.
Una vez más la zona de balneario se modifica, el arquitecto Charles Mewès que construyó el Cosmos, es el diseñador; se utilizará hormigón que luego se reviste de cerámica. El arboreto se crea en 1908.
Después de la demolición de los edificios termales al final de la temporada 1909, se emprendió la reconstrucción de un nuevo pabellón, con largas galerías de peristilos y una institución de tratamientos termales.

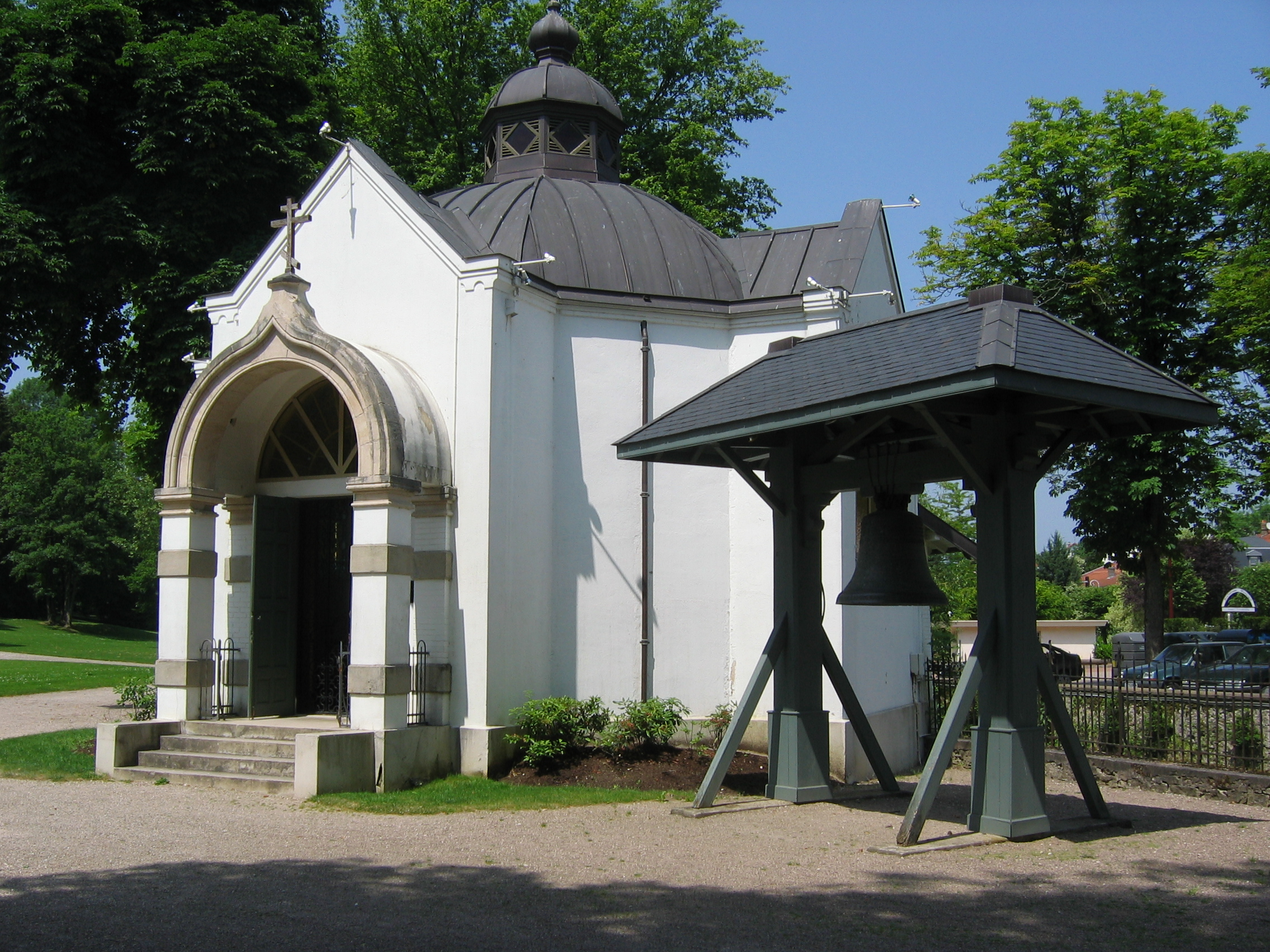
Capilla de "Saint-Vladimir et Sainte-Marie-Madeleine" en Contrexéville donde están sepultados María de Mecklemburgo-Schwerin y su hijo Borís Vladímirovich Románov.

Las personalidades de la época se encuentran en este Contrexéville mundano, así el  Shah de Persia el que vino a beber las aguas en tres ocasiones (1900, 1902 y 1905), la reina Isabel II de España, la gran-duquesa Wladimir de Rusia (quien se refugiará después de la revolución, y fallecerá y será enterrada junto a su familia) con toda una colonia rusa y una serie de diplomáticos. Entre los clientes de los tratamientos termales, también hay que tener en cuenta al escritor Octave Mirbeau, el exjefe de la policía Louis Andrieux, padre del escritor Louis Aragon, y Jean Jaurès (1908).

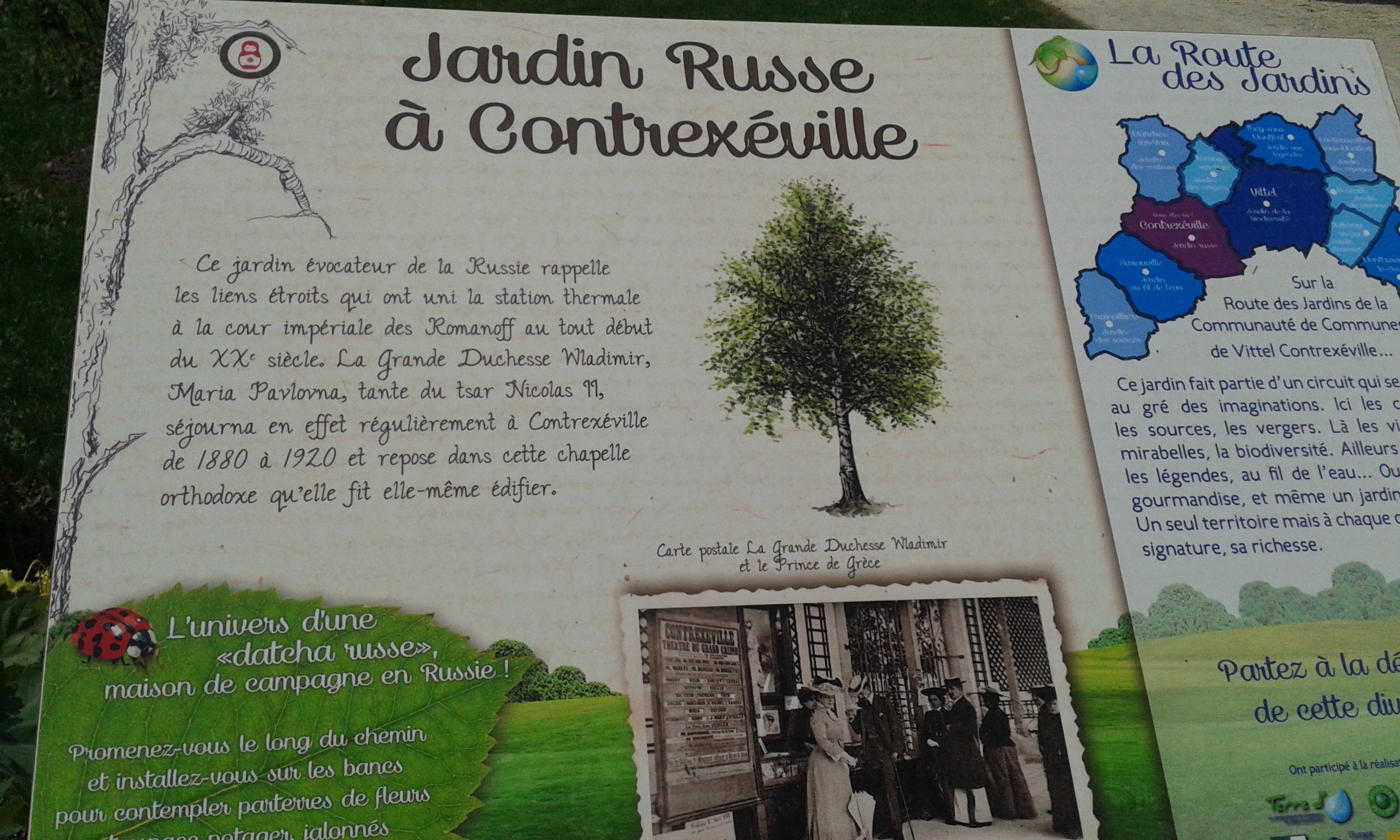
El jardín ruso

La Primera Guerra Mundial fue declarada en pleno periodo termal el 3 de agosto de 1914, el balneario se vaciará de todos los clientes del balneario y de los jóvenes de Contrexévill. Siguieron cuatro años de conflicto, ahora los hoteles transformados en hospitales que dan la bienvenida a los heridos del frente.
Después de la guerra otra vez ve hay afluencia de clientes del balneario que llenan los hoteles y se reanuda la actividad económica, sin embargo, una lucha de influencias para cambiar la cara de la junta directiva de la « Société des eaux minérales» (Sociedad de las aguas minerales). 
La "Société des eaux minérales" : aborda friamente los acontecimientos que se le presentan, en primer lugar mediante la congelación de sus propias inversiones, y en segundo lugar por no participar en el proyecto municipal que incluía entre otros la venta de un terreno para construir una nueva planta embotelladora. El consejo de administración sin embargo centra toda su actividad en la recepción de los clientes del balneario que representan una base de clientes potenciales para el casino. La venta de agua embotellada se descuida, difícilmente podrán modernizar las líneas de producción, mientras que las estaciones rivales invierten en nuevas plantas y en la ampliación y mejora de su área de establecimiento.
El conflicto de la  Segunda Guerra Mundial 1939 a 1945 sorprenderá a Contrexéville abandonada por los clientes del balneario y los hombres en edad de luchar. A principios de mayo de 1940 el balneario alberga el cuartel general de la 3ª DINA y de las unidades hospitalarias.
Contrexéville que aún en 1940 mantiene los 963 habitantes desde inicios de siglo, va de repente a incrementar su población a 1,785 habitantes en 1950 y a 2864 en 1960. En 20 años la población se ha incrementado por 3.
Este incremento tiene dos razones :
- la "société des eaux minérales" que se compra en 1953 por el grupo Perrier que quiere diversificar su producción de agua con gas con el de agua sin él y por lo tanto tener un lugar importante en el concierto de las aguas minerales embotelladas
- la instalación de un base aérea cuarteles 902. Emplea muchos ejecutivos que residen en la ciudad y fundaron familias

La ciudad se expande y se embellece, el lago triplica su área. Una nueva embotelladora industrial se construye fuera de la ciudad y es lugar de contratación de muchos trabajadores, la producción se incrementa, pasan de 800 millones de litros de agua embotellada por año.
El termalismo francés sufre una severa disminución a partir de 1970 aunque Contrexéville no sufre las consecuencias ya visibles ya que el número de clientes del balneario descendió a 2.500, y en cuanto al negocio de los hoteles, se requiere un replanteamiento; Este es el desafío que el municipio, la empresa de agua y los actores económicos de la ciudad van a enfrentar y resolver con éxito.
En 1979, la estación balnearia de los Vosgos, se especializa en los problemas de obesidad, crea el « forfait ligne » un tratamiento de 10 días de duración para perder los kilos de más, contó con una ducha de masaje a cuatro manos. Es un golpe de genio que atraerá a la estación termal una gran cantidad de nuevos clientes : 1253 en 1980 para llegar a 3442 en 1986. Esta es una nueva forma de vivir en una estancia de balneario a un costo menor que la  talasoterapia, pero con todas las cualidades de este tipo de producto y sobre todo un lugar inmejorable abierta a la naturaleza.
Durante este mismo tiempo, la caída de los clientes de los balnearios tradicionales continuó bajando, sin remedio, pero esto se compensa en gran parte por las diferentes formas de estancias que ofrecen los establecimientos termales y la oficina de turismo.
Contrexéville continúa expandiéndose, la ciudad construyó muchas instalaciones culturales y deportivas, y continúa expandiéndose para formar una zona urbana extendida, después de la reestructuración del centro de la ciudad que mantiene una zona de balneario formando un agradable espacio verde.
Sin embargo, un punto de inflexión deberá necesariamente ser negociado a partir de finales del siglo XX. En 1992, el Grupo Perrier es propietario del embotellado y la estación de hidroterapia fue adquirida por la empresa Nestlé, que ya poseía el balneario de Vittel desde los años 80.
Nestlé a propuesto una reorganización total de los dos sitios hidrotermales, primero mediante la creación de una empresa (AGRIVAIR, producido en 2001) para proteger y garantizar la calidad del agua mineral, el grupo Partouche el casino de Contrexéville, las termas y los dominios termales de Contrexéville y de Vittel, conservando sólo las plantas embotelladoras de agua.
A inicios del siglo XXI se presenta un nuevo amanecer para la ciudad de Contrexéville, que continúa su acercamiento con Vittel, que comenzó con Nestlé y Partouche el diálogo para promover la recuperación de una neo-Hidroterapia destinada a continuar promoviendo la explotación de las aguas minerales cuya fama han dado la vuelta al mundo.

## Colecciones
El arboreto alberga ejemplares de árboles maduros entre ellos sequoias de gran porte. 
El arboreto estaba inicialmente limitado a los árboles, actualmente la colección se ha ampliado a las plantas herbáceas y ornamentales.
Algunos detalles del "Arboretum de Contrexéville". 

Detalles
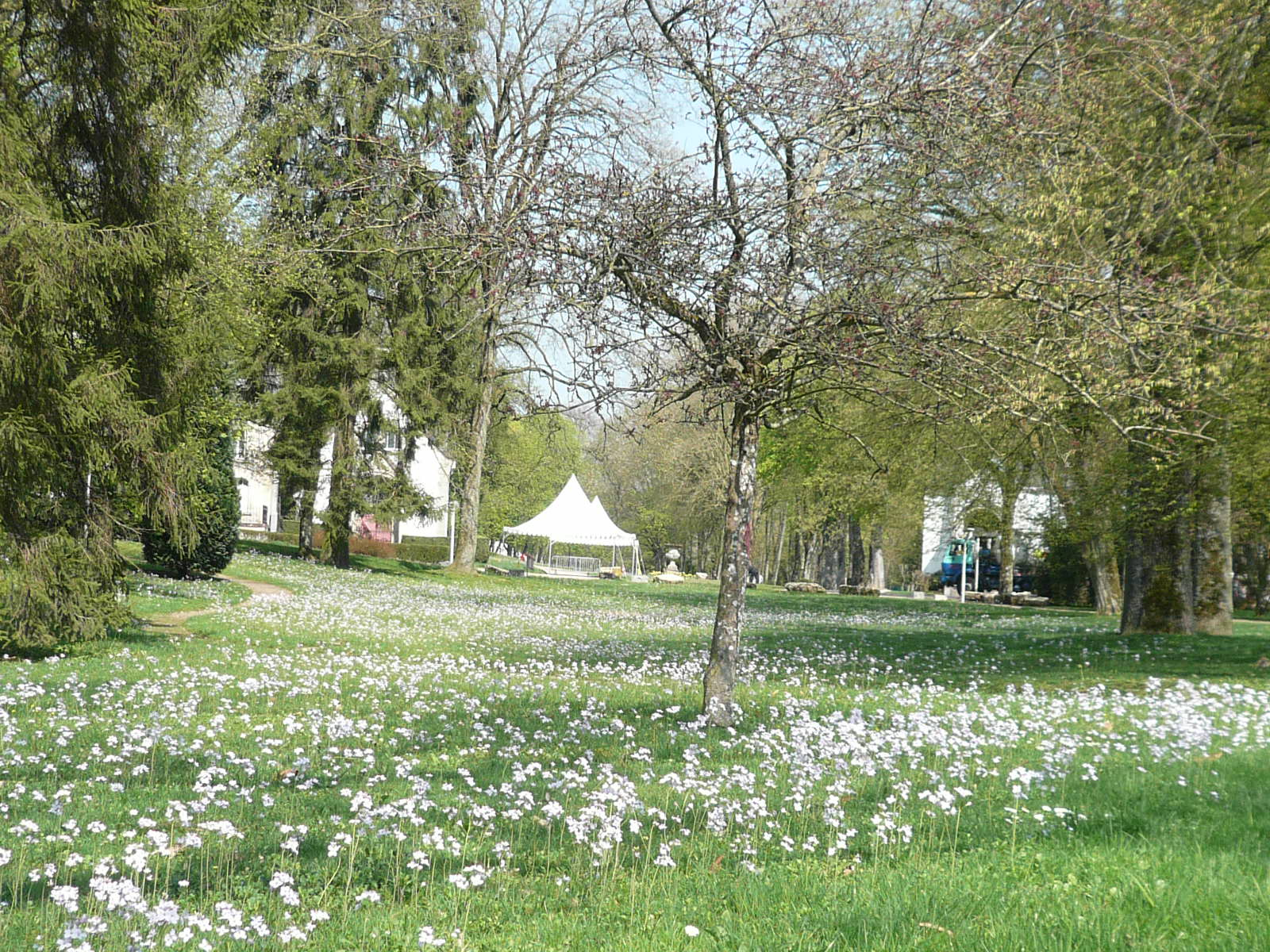
Parc thermal de Contrexeville florido.
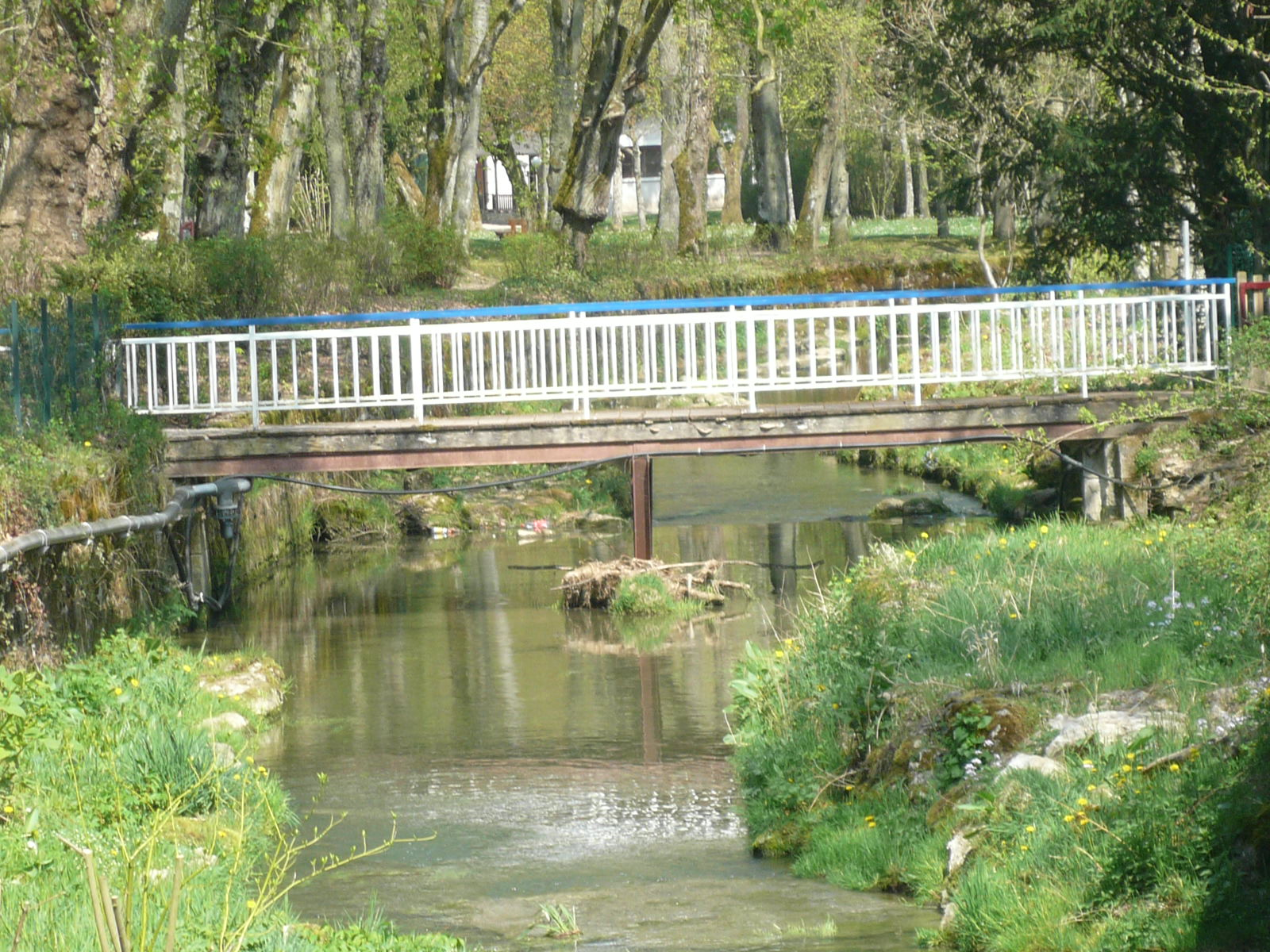
El Vair en Contrexeville.
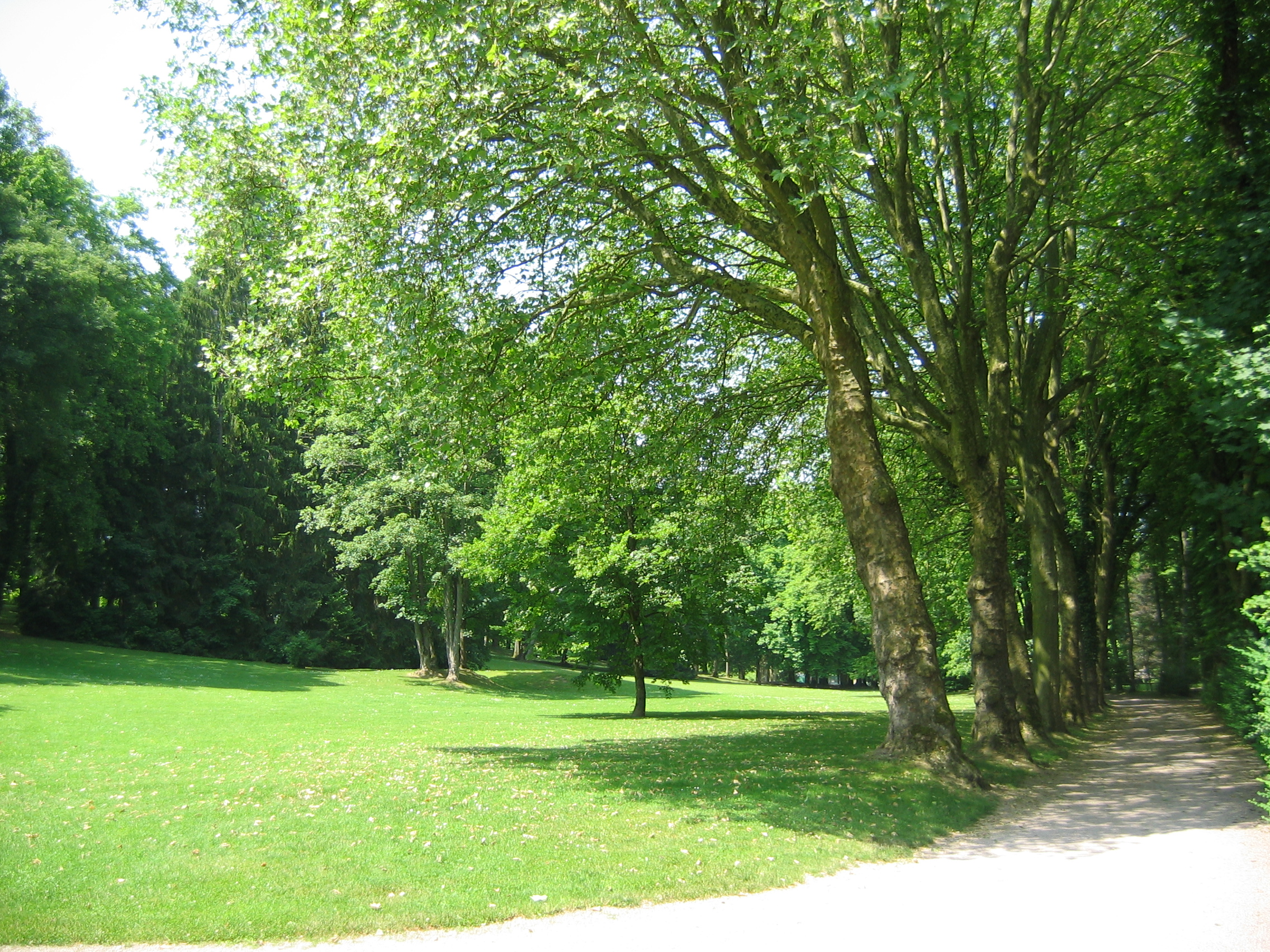
El Parc thermal.